# Alfred Collmann
Alfred Collmann (* 17. April 1851 in Wien; † 7. April 1937 ebenda) war ein österreichischer Maschinenbauer.

## Leben
Alfred Collmann war ab 1881 Ingenieur in Wien. Später war er selbständiger Unternehmer. Das Wohnhaus Collmanns in der Reisnerstraße 30 wurde um 1893 vom Architekten Heinz Gerl erbaut. Auf der Pariser Weltausstellung 1900 gewann Collmann den Grand Prix. 1931 wurde er Doctor honoris causa der Technischen Hochschule in Wien. 1974 wurde die Collmanngasse in Wien-Favoriten nach ihm benannt.

## Bedeutung
Alfred Collmann hat 1876 die erste zwangsläufige Steuerung für Kolbendampfmaschinen erfunden, die unter dem Namen Collmann-Steuerung bekannt wurde, und 1891 von ihm modifiziert wurde. Die Collmann-Steuerung wurde von der Görlitzer Maschinenbauanstalt gebaut, die damit großen Erfolg hatte.
Die Funktionsweise dieser Steuerung kann folgendermaßen beschrieben werden: Zwei Bewegungen werden vom Einlassexzenter abgeleitet. Die untere Stange ist der Ventilbewegung bei maximaler Füllung gleich, die obere Stange hingegen ist reglerabhängig in einer Hülse verschiebbar und greift in der Mitte eines Kniehebels innerhalb der rahmenförmigen Ventilspindel an. Je stärker der Kniehebel bei starkem Reglerausschlag aus seiner gestreckten Lage ausweicht, desto stärker wird das Hebelsystem verkürzt und damit die Ventilöffnungszeit.
Bereits 1877 ergänzt Collmann seine Erfindung durch den Kniehebeln nachgeschaltete Wälzhebel, die die Ventilbewegungen sanfter machen. Eine derart modifizierte Dampfmaschine baut die Görlitzer Maschinenbauanstalt 1880. 1891 entwickelt Collmann eine weitere zwangsläufige Ventilsteuerung, die um Schwingdaumen und Achsenregler ergänzt ist. Seine erste Ausklinksteuerung mit Öl-Puffer wird 1892 patentiert.
(Die technischen Angaben sind der Website albert-gieseler.de über Dampfmaschinen entnommen.)